# پوتینگ
پوتینگ (به آلمانی: Pötting) یک منطقهٔ مسکونی در اتریش است که در ناحیه گرایسکیرچن واقع شده‌است. پوتینگ ۷٫۴ کیلومتر مربع مساحت دارد ۳۸۱ متر بالاتر از سطح دریا واقع شده‌است.